# Chobe District
Der Chobe District ist ein Distrikt Botswanas. Mit 28.743 Einwohnern ist er der bevölkerungsärmste Distrikt des Landes, die meisten konzentrieren sich im äußersten Norden. Im Distrikt befindet sich der Chobe-Nationalpark.
Von 2001 bis 2006 bildete der Distrikt den Osten des North West District. Zuvor war er bereits eigenständig, war jedoch in dieser Zeit mit dem Ngamiland District zusammengelegt.

## Geografie
Der Distrikt grenzt im Uhrzeigersinn, beginnend im Norden, an den Caprivistreifen in Namibia, die Südprovinz in Sambia, die Provinz Matabeleland North in Simbabwe, den Central District und den North West District. Ein großer Teil des Distrikts steht als Chobe-Nationalpark unter Schutz. Der Distrikt ist nach dem Fluss Chobe benannt.
| Sambesi, Namibia    | Südprovinz, Sambia                          | Matabeleland North, Simbabwe |
| North West District | Kompassrose, die auf Nachbargemeinden zeigt | Matabeleland North, Simbabwe |
| North West District | North West District, Central District       | Central District             |

## Infrastruktur
Der Verwaltungssitz Kasane liegt am Chobe und hat 9095 Einwohner (Stand: 2022). In Richtung Osten geht Kasane in Kazungula über, das ist der zweitgrößte Ort des Distrikts, in dem 8704 Einwohner (Stand: 2022) leben, Botswanas einziger Ort am Sambesi. Darüber führt die Kazungula Bridge nach Kazungula, eine Stadt in Sambia, die größer als die gleichnamige Ansiedlung am botswanischen Ufer ist.
Neben Kasane und Kazungula befinden sich im Distrikt noch die Orte: Parakarungu, Satau, Kachikau, Kavimba, Mabele, Muchenje, Lesoma und Pandamatenga.

## Demografie
Die dominierenden Volksgruppen im Distrikt sind Subia und Batswana.
Die Bevölkerungszahlen des gesamten Distriktes, der Hauptstadt Kasane und des angrenzenden Kazungula haben sich in den letzten Jahrzehnten wie folgt entwickelt:
| Jahr | Distrikt | Kasane | Kazungula |
| 1981 | 07.934   | …      | …         |
| 1991 | 14.126   | 4.336  | 0757      |
| 2001 | 18.258   | 7.638  | 1.665     |
| 2011 | 23.347   | 9.008  | 4.133     |
| 2022 | 28.743   | 9.013  | 8.642     |